# كاميلي تورنر
كاميلي تورنر (بالإنجليزية: Camille Turner)‏ هي مُدرسة جامايكية، ولدت في 11 مارس 1960 في كينغستون في جامايكا.

## وصلات خارجية
- الموقع الرسمي